# Thomas Erikson
Thomas Erikson (ur. 19 września 1965 roku) – szwedzki pisarz, specjalista w zakresie komunikacji społecznej i trener personalny. 

## Życiorys
Jako pisarz zadebiutował w 2011 serią kryminalną o behawioryście Alexie Kingu. Alex pomaga policji w zakresie analizowania ludzkich postaw i motywacji, a także profilowania sprawców. W swojej pracy wykorzystuje teorie stylów osobowościowych z lat 20. XX wieku, które nie są potwierdzone naukowo.
Popularność przyniosła mu książka Otoczeni przez idiotów, którą przetłumaczono na ponad 40 języków, a w sumie książki Eriksona przetłumaczono na 48 języków, co czyni go najczęściej tłumaczonym współczesnym szwedzkim pisarzem.
Jego żoną jest Christina Erikson, szwedzka autorka powieści kryminalnych.

### Seria kryminalna z Alexem Kingiem
- Bländverk, 2011, wydana w Polsce pod tytułem Złudzenie, 2012, tłum. Ewa Wojciechowska.
- Illdåd, 2012, wydana w Polsce pod tytułem Okrucieństwo, 2013, tłum. Ewa Wojciechowska.
- Vanmakt, 2013.
- Vedergällning, 2014.

### SeriaOtoczeni przez...
- Omgiven av idioter: hur man förstår dem som inte går att förstå, 2014, wyd. w Polsce jako Otoczeni przez idiotów. Jak dogadać się z tymi, których nie możesz zrozumieć, 2017, tłum. Małgorzata Maruszkin, ISBN 978-83-8032-194-6.
- Omgiven av psykopater: så undviker du att bli utnyttjad av andra, 2017, wyd. w Polsce jako Otoczeni przez psychopatów. Jak rozpracować tych, którzy tobą manipulują. 2020, tłum. Małgorzata Maruszkin.
- Omgiven av dåliga chefer: varför bra ledarskap är så sällsynt, 2018, wyd. w Polsce jako Mój szef jest idiotą. tłum. Diana Hasooni-Abood.
- Omgiven av motgångar. Så vänder du bakslag till framgång, 2020, wyd. w Polsce jako Od upadku do sukcesu. Jak porażkę przekuć w złoto. 2020, tłum. Diana Hasooni-Abood, Justyna Kwiatkowska.
- Omgiven av narcissister: Så hanterar du självälskare, 2021, wyd. w Polsce jako Otoczeni przez narcyzów. Jak obchodzić się z tymi, którzy nie widzą świata poza sobą 2021, tłum. Justyna Kwiatkowska i Agata Kerepet.
- Omgiven av idioter, 2022, wyd. w Polsce jako Otoczeni przez idiotów. Jak dogadać się z tymi, których nie możesz zrozumieć, 2022. tłum. Małgorzata Maruszkin, ISBN 978-83-8032-791-7.
- Omgiven av energitjuvar, 2023, wyd. w Polsce jako Otoczeni przez wampiry energetyczne. Jak uwolnić się od tych, którzy odbierają ci chęć do działania, 2023, tłum. Maciej Liguziński, ISBN 978-83-8032-904-1.